# 神元隆賢
神元 隆賢（かんもと たかよし、1970年 - ）は日本の法学者。専門は刑法。北海学園大学法学部教授。札幌市出身。内田文昭の孫弟子。

## 人物
1994年成城大学法学部法律学科卒業。1996年成城大学大学院法学研究科博士課程前期課程修了。2002年大学院法学研究科博士後期課程満期退学。2006年「強盗関連罪の身分犯的構成」により法学博士（成城大学）。日本文化大学法学部非常勤講師、財団法人交通事故紛争処理センター判例調査室判例調査員等を経て、2008年三重中京大学現代法経学部准教授。2010年9月北海学園大学法学部准教授、2016年教授（刑法や刑事政策を担当）。札幌保健医療大学保健医療学部、札幌学院大学法学部の非常勤講師も務める。2018年より日本法政学会理事。2024年北海学園大学大学院法学研究科長。

## 略歴
- 1989年 北海道札幌西高等学校卒業[2]
- 1994年 成城大学法学部法律学科卒業
- 1996年 成城大学大学院法学研究科博士課程前期課程修了
- 2002年 成城大学大学院法学研究科博士後期課程満期退学
- 2008年4月 三重中京大学現代法経学部准教授
- 2010年9月 北海学園大学法学部准教授（刑法Ⅱを担当）
- 2016年4月 北海学園大学法学部教授（吉田敏雄の後任として刑法Ⅰや刑事政策を担当）
- 2024年4月 北海学園大学大学院法学研究科長

## 専門領域
専門は刑事法。研究領域は刑法と民法の交錯する諸問題についての研究や共犯論、財産犯について。強制猥褻やポルノなど性犯罪に関する論文も多い。

## 著書
- 『ロードマップ法学』（共著、一学舎、2016）
- 『刑事法入門』（共著、一学舎、2019）